# Массовое убийство в школе Джонсборо
Массовое убийство в школе Джонсборо — преступление, совершённое двумя подростками, 11-летним Эндрю Голденом (25 мая 1986 — 27 июля 2019) и 13-летним Джонсоном Митчеллом (род. 11 августа 1984), в школе города Джонсборо штата Арканзас, в Соединённых Штатах Америки, 24 марта 1998 года, в результате которого погибли 4 ученика этой школы и учительница.

## Причины. Подготовка к теракту
Точные причины произошедшего с абсолютной достоверностью назвать не может никто. Одноклассники убийц впоследствии рассказывали, что Митчелл Джонсон увлекался оккультизмом. На уроках он разрисовывал символикой сатанистов тетради и учебники. Он заявлял своим приятелям, что неизвестный доброжелатель занимается его просвещением. Как предполагало следствие, этот неизвестный мог быть причастен к деятельности одной из сект сатанинского толка. Тем более, что незадолго до массового убийства 24 марта 1998 года в США произошли ещё несколько убийств на почве сатанизма.
План убийства в течение длительного времени разрабатывался Митчеллом и Голденом. Они заранее закупили провизию и амуницию. Оружие и камуфляж были украдены Голденом у собственного дедушки. Они были загружены в микроавтобус матери Митчелла, на котором нападавшие и прибыли к школе. Оба подростка были обучены владению оружием своими родителями.

## 24 марта 1998 года
В тот день после 12 часов дня в заранее подготовленном месте Голден и Митчелл засели в засаде. С целью спровоцировать массовую эвакуацию находившихся в школе Голденом в 12:30 была подана ложная пожарная тревога. Когда производилась эвакуация, подростки открыли огонь из автоматического оружия. В результате на месте погибли четверо детей. 32-летняя учительница Шеннон Райт заслонила собой нескольких детей и приняла на себя пули, предназначенные им, и также скончалась на месте. Более 10 человек получили ранения различной степени тяжести.
Митчелл и Голден были задержаны полицейскими, оперативно прибывшими на место происшествия.

## Жертвы
- Натали Брукс, 11 лет
- Пэйдж Энн Херинг, 12 лет
- Стефани Джонсон, 12 лет
- Бриттани Райан Варнер, 11 лет
- Шеннон Райт, 32 года[4]

## Следствие и суд
На следствии Митчелл и Голден признались в совершении массового убийства, но свои мотивы объяснить так и не смогли. Следствием было установлено, что зачинщиком убийства был Митчелл, а Голден был ведомым. Следователь Кол Гроссман обвинил как косвенную причину произошедшего пропаганду насилия в фильмах и видеоиграх:
…Как солдаты, следующие приказам, дети полностью воспринимают модели поведения, принятые в жестоком кино. Ежедневно они фактически получают инструкции о том, как правильно вышибать из людей мозги. После этого смешно вопрошать, кто их этому научил…
Во время следствия подростки жаловались на качество тюремной пищи, требовали себе пиццу. В одной газете отмечалось, что «Один из убийц мальчиков вчера заседал в суде, выглядел расслабленным и даже улыбнулся своим родителям. Дрю Голдена, казалось, ничто в мире не волновало, когда он выслушивал обвинения в том, что совершил несколько убийств. В отличие от своего тринадцатилетнего друга, Митчелл Джонсон всхлипнул.».
Когда о случившемся узнал президент США Билл Клинтон, то он был глубоко потрясён этим. Арканзас был его родным штатом. Всего за неделю до этого Клинтон заявил во всеуслышанье о мерах по борьбе с ростом детской преступности. Он сказал, что на борьбу с этой опасностью будет выделено из бюджета 17,5 миллионов долларов.
На суде, с учётом несовершеннолетия Митчелла и Голдена, им было назначено весьма мягкое наказание — 8 и 10 лет лишения свободы, то есть по достижении совершеннолетия они должны были быть отпущены. Часть общественности США негодовала от такого приговора, требуя меры ответственности для подростков-убийц, как для взрослых. Но в 2005 году был выпущен на свободу Митчелл, а в 2007 году — Голден. 

## Дальнейшая судьба
В 2008 году Голден сменил имя на Дрю Дуглас Грант и его местонахождение долгое время оставалось неизвестным. Тем не менее в 2017 году журналистам удалось отыскать его и установить, что тот проживает в небольшом городке Эсекс в штате Миссури, женат и имеет на иждивении двухлетнего сына. 
В начале 2007 Митчелл Джонсон был повторно арестован полицией за кражу из магазина, а также за хранение 23 грамм марихуаны и незарегистрированного 9 мм пистолета. Он был повторно приговорён к 12 годам лишения свободы (Из них 4 — федеральный приговор, 8 — приговор прокуратуры штата).
Однако в феврале 2016 года СМИ стало известно, что Джонсон был выпущен из тюрьмы в июле 2015 года за «хорошее поведение». После чего стало известно, что он принимает участие в программе метадоновой терапии, так как является опиатным наркоманом. Кроме того он в течение 2 лет ограничен в свободе перемещения находясь под «особым надзором полиции».
27 июля 2019 года 33-летний Эндрю Голден, проживающий после освобождения под именем Дрю Дуглас Грант, погиб в ДТП в округе Индепенденс, штат Арканзас.